# Prožitek blízké smrti

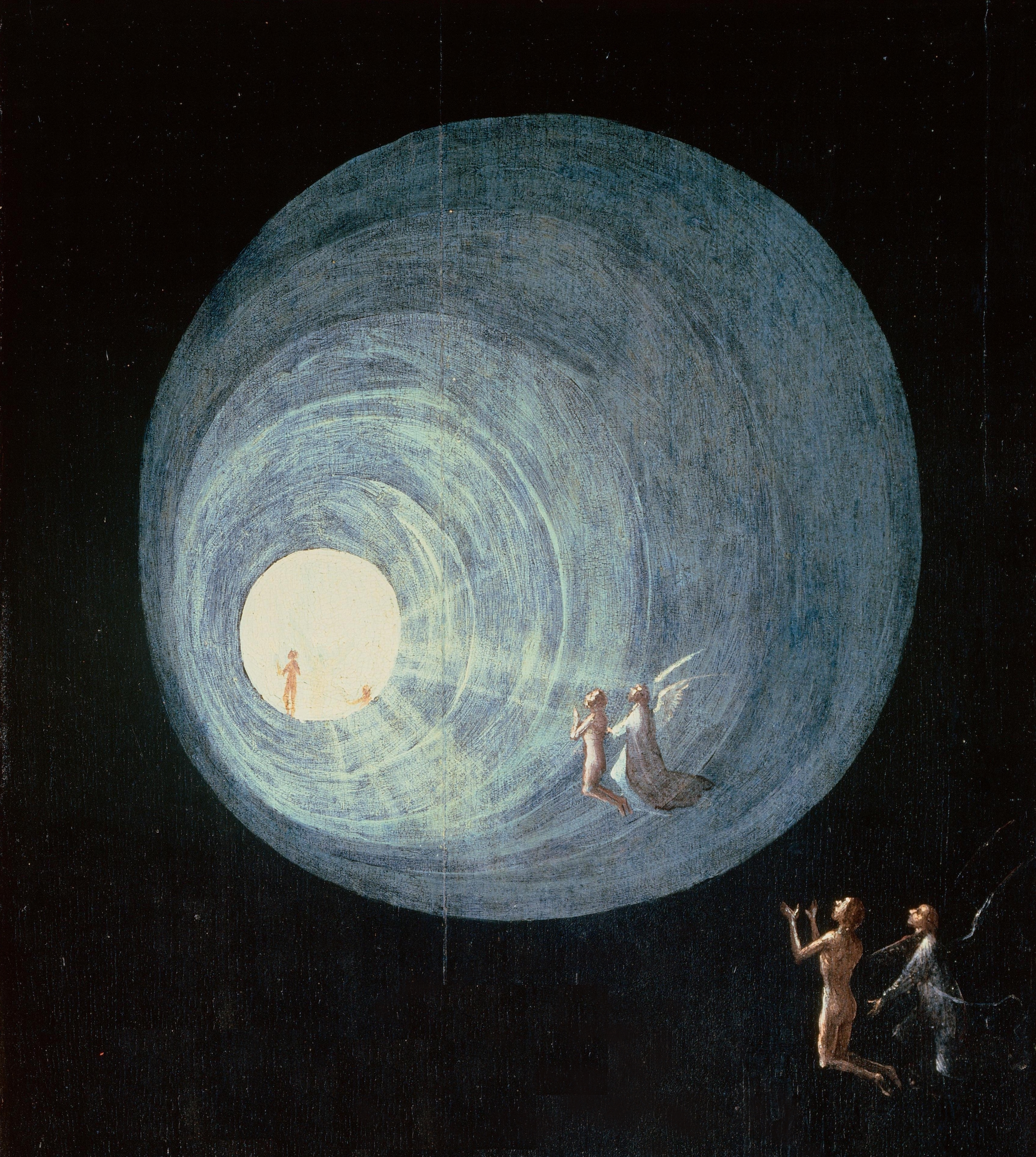
Na obraze nizozemského malíře Hieronyma Bosche Výstup blahoslaveného se objevuje motiv tunelu, který se vyskytuje i při popisu osob během zážitků blízké smrti

Prožitek blízké smrti (v angličtině Near Death Experience – zkráceně NDE) je fenomén osobních zážitků, které popisují osoby u nichž došlo k selhání životních funkcí a dočasně se ocitly ve stavu klinické smrti, načež byly opět úspěšně oživeny. Mnozí přeživší vyprávějí příběhy, že právě v okamžiku kdy selhaly jejich životní funkce náhle procitli, měli pocit opuštění vlastního těla a prožívali velmi neobvyklé zážitky, jako například pozorování sebe sama z pohledu druhé osoby, cestování na různá místa, nebo dokonce do nadpozemských světů na „druhém břehu“. 
Zážitky blízké smrti jsou podrobně zkoumány od poloviny 20. století. Hojně se jim věnují především lékaři a parapsychologové. Vědecký konsenzus vysvětluje tyto zážitky procesy probíhajícími při umírání v mozku a postupem prokrvování smyslových orgánů při oživování. Dále je známo, že velmi podobné pocity jako při prožitku blízké smrti můžou vyvolat i některé silně halucinogenní drogy, jako například ayahuasca. Podle skeptiků nejde o nic nepřirozeného ani patologického, ale jen o projev aktivace některých oblastí mozkové kůry, ke které dochází z přirozených důvodů ve chvílích sníženého nebo oslabeného vědomí. Mimotělové zážitky lze totiž vyvolat i uměle stimulací mozkových center elektrickými impulsy, a to v oblasti závitu gyrus angularis, ležícího na hranici pravého spánkového a temenního laloku mozku.
Ti co prožili zážitek blízké smrti jsou však přesvědčení, že to co zažili bylo naprosto reálné. Navzdory tomu, že ve stavu klinické smrti by měli být zcela v bezvědomí, dopodrobna popisují jak se na vše dívali z povzdálí a vybavují si každý detail, co viděli když se je zdravotníci pokoušeli oživit. Další zvláštností je právě naprosto neobyčejný charakter těchto zážitků. Pokud by šlo o pouhé sny, tak by tyhle prožitky měly vycházet z toho, co člověk zažil během svého života. Přeživší však vyprávějí, že zažili zcela neobvyklé věci, odporující známým fyzikálním zákonům a čemukoliv, co by mohli znát ze svého dosavadního života. Například telepatickou komunikaci nebo možnost procházet skrze zdi. Nejzajímavější je, že vyprávění přeživších se v tomhle ohledu shodují a společně popisují ty samé věci. Což je další vážná vědecká otázka. Pokud by mělo jít jen o čisté výplody fantazie, obzvláště tak neobvyklé, tak by u různých lidí mělo k nějaké shodě docházet jen velmi těžko. Tady ale dochází k velmi přesným shodám ve vyprávění velkého množství lidí z nejrůznějších společenských vrstev, koutů světa a náboženských skupin.[zdroj?]

## Charakter prožitků blízké smrti

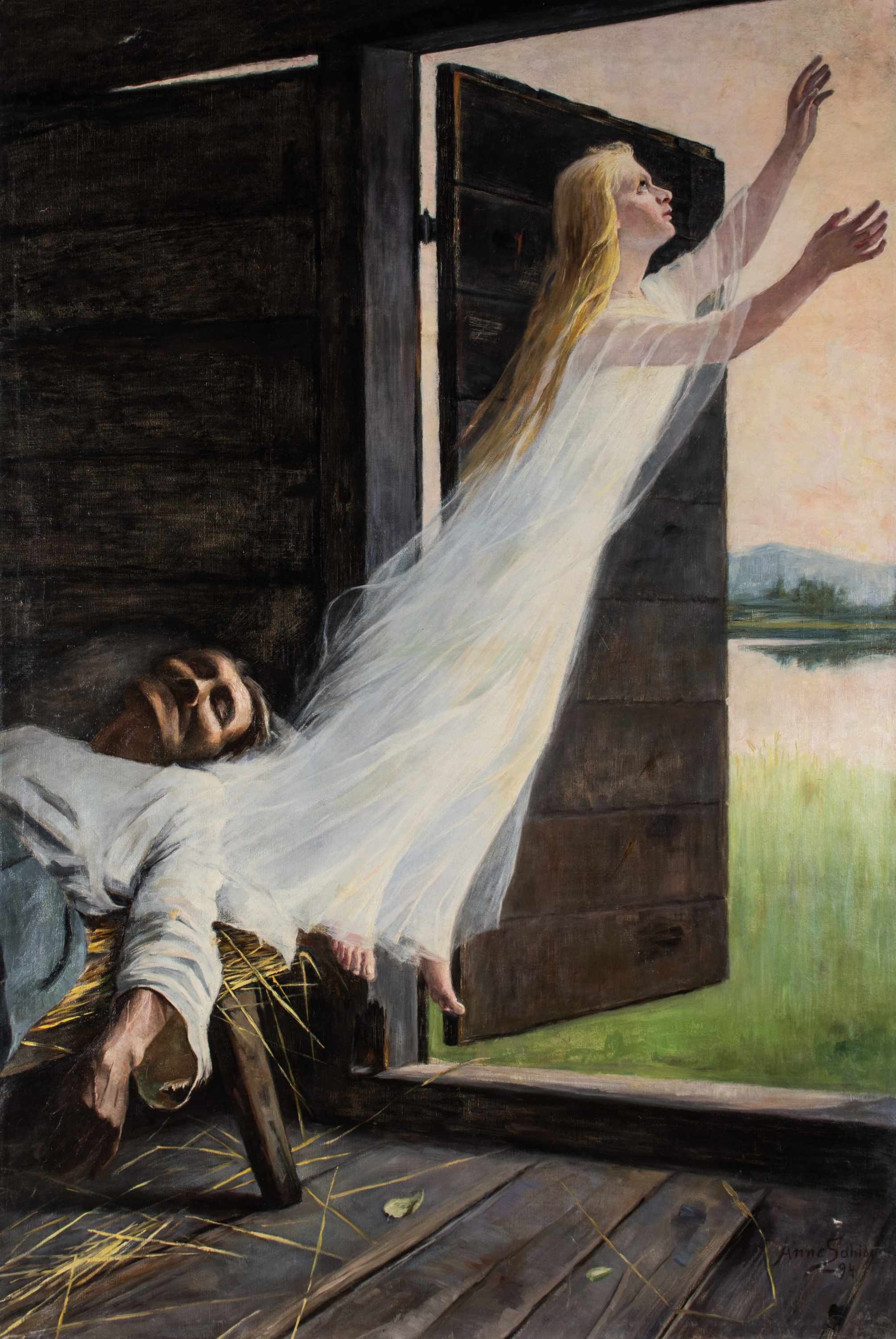
Obraz s názvem Passage od finské malířky jménem Anna Sahlsten (1859–1931)

Obsah a rozsah popisovaných zážitků je široký a individuálně různý, vykazuje však určité společné schéma. Například pocit opuštění vlastního těla, zážitek cesty tunelem do neznámého místa, nebo rovnou náhlé ocitnutí se na tomto neznámém místě, kde následně dochází k setkání s již zemřelými příbuznými nebo duchovními bytostmi, se kterými byla veškerá komunikace vedena a neverbálně, formou telepatie, přičemž během této komunikace je cítit ze strany těchto bytostí pocit neobyčejně silné lásky. Někteří popisují i mnohem rozsáhlejší zážitky blízké smrti. Vyprávějí například, že jim byl přehrán přehled celého jejich dosavadního života, případně i životů minulých, nebo že pobývali ve světě na druhém břehu, jenž popisovali jako nesmírně nádherné místo, kde si přáli zůstat.
Mnozí přeživší vyprávějí, že se během prožitku blízké smrti dostali do nebe, kde se setkali se svými příbuznými nebo nadpřirozenými duchovními bytostmi, které jim zde dělaly průvodce. Zmiňovali, že zde viděli přírodu, kde vegetace byla ve zcela perfektním stavu, bez známek jakéhokoliv fyziologického poškození. A stejně tak lidé, bez ohledu na věk a stav ve kterém opustili zemi, byli zpravidla v nejlepší fyzické kondici. Časté je i to, že krátce po příchodu byli podrobeni kompletnímu přezkumu svého dosavadního života, kdy měli možnost podrobně prozkoumat jeho jednotlivé části. A to nejen ze svoji vlastní perspektivy, ale i perspektivy ostatních, kdy měli možnost cítit, jak jejich činy ovlivnili ostatní. Právě tato část mnohé z lidí, co prožili zážitek blízké smrti poznamenala nejvíc. Umožnila jim vidět, jak moc některé jejich činy ublížily druhým, a jak je nesmírně důležité chovat se k ostatním, nejen lidem ale i zvířátům, co nejlepším možným způsobem.
Ti, co měli rozsáhlejší zážitek pak zmiňují, že viděli nebeská města s nádhernými budovami pestrých barev a tvarů. V některých případech dokonce naštívili místa, která popisovali jako svůj zdejší místní domov. Dům nebo prostor, který si mohli upravovat tak, aby byl přesně podle jejich představ. Často právě popisují, že zažili stav, kdy mohli vše řidit přímo svými myšlenkami. Pokud si něco přáli, třeba se někam přemístit, okamžitě se tak stalo. Dokonce prý měli možnost vytvářet hmotné předměty tím, že si je pouze představili ve svoji mysli. Případně měli možnost měnit svůj vzhled tak, jak si zrovna v tu chvíli přáli.
Lidé, kteří si prošli prožitkem blízké smrti po návratu do života často zcela přehodnocují svoje životní hodnoty. Přinášejí si z „druhého břehu“ určitá poselství a zcela nové duchovní hodnoty, podle kterých je v rámci života na zemi nejdůležitější utvářet svět plný lásky a vzájemného respektu k ostatním živým bytostem. Mluví také o tom, že si odsud přinesli povědomí o reinkarnaci. Po smrti se prý za nějaký čas člověk může opět rozhodnout znovu inkarnovat. Přičemž si může přesně zvolit kdy, kde a jak. A jakým způsobem bude probíhat jeho další život.

## Výzkum
Prvním badatelem zabývajícím se touto tematikou je Raymond Moody, který vystudoval filozofii na University of Virginia, kde získal doktorát (1969), také získal doktorát z psychologie na University of West Georgia, kde se později stal profesorem. V roce 1976 mu byl udělen titul M.D. z Medical College of Georgia. V knize Život po životě (Life after life), poprvé vydané v roce 1975, uveřejnil zprávu o kvalitativní studii, ve které vyzpovídal 150 lidí, kteří měli tento zážitek. Publikoval dalších jedenáct knih, z nichž poslední se jmenuje Doteky věčnosti (Glimpses of eternity) a zabývá se v ní „zážitky sdílené smrti“, zážitky, které mají například lidé u lůžka umírajícího. Českým klubem skeptiků SISYFOS mu byla udělena za rok 2010 negativní cena Bludný balvan za pseudovědeckou interpretaci zážitků blízkosti smrti.
Dalším významným badatelem je Jeffrey Long, onkolog, který v knize Dôkazy o živote po smrti publikoval výsledky dosud nejrozsáhlejšího výzkumu od 613 lidí, kteří prožili tento zážitek. Také založil Nadaci na výzkum prožitků blízké smrti (Near Death Experience Research Foundation – NDERF) a její webovou stránku, kde je také dotazník pro lidi s tímto zážitkem a mnoho popsaných prožitků.
Výzkumem prožitků blízké smrti (NDE) se zabývá Division of Perceptual Studies na University of Virginia, založená Ianem Stevensonem, který se proslavil svým výzkumem možností reinkarnace, který je taky jedním z primárních zaměření této divize, stejně jako výzkum prožitků blízké smrti.
Dr. Eben Alexander je dalším vědcem, neurochirurgem, který sám tento zážitek prožil a popsal ho v knize Jaký je život po životě. Na tuto knihu napsal svou reakci skeptik Sam Harris.
Dalšími badateli jsou například Paul Perry, Bruce Greyson, Kenneth Ring, Pim van Lommel či Sam Parnia.
Sam Parnia je autorem studie Awareness during resuscitation (AWARE), která se mimo jiné snažila oveřit, zda při zástavě srdce může dojít k ověřitelnému mimotělnímu zážitku. Za tímto účelem byly do místností, ve kterých byla pravděpodobná zástava srdce, umístěny neobvyklé "terče" viditelné pouze z vyvýšené pozice. Podobné pokusy proběhly už dříve, ale většinou s nepříliš velkým vzorkem pacientů, který vedl k tomu, že buďto nikdy nedošlo k prožitku blízké smrti s mimotělním zážitkem, nebo se většinou odehrály v místnosti, která nebyla adekvátně vybavena neobvyklými předměty. Stejný problém potkal i studii AWARE, z přibližně 2 tisíc pacientů, kteří utrpěli zástavu srdce, se našel jediný, který měl mimotělní zážitek a byl schopen jej popsat (přes 80% pacientů nepřežilo nebo nemohlo být vyslechnuto, a pouze 9 mělo "klasický" prožitek blízké smrti, někteří další popisovali různé, většinou nesourodé prožitky). Tento pacient však byl schopen přesně popsat celý průběh resuscitace i poznat doktory, kteří ho oživovali. Parnia ze studie vyvodil, že vědomí (duše, psyché, já apod.) není zničeno bezprostředně po smrti,alespoň několik minut pokračuje (netvdil, že má důkaz posmrtného života, neboť podle něj může vědomí zmizet "dodatečně") a že případ mimotělního zážitku (byť jediný) minimálně dokazuje, že tyto fenomény zasluhují důkladné prozkoumání. V současné době probíhá studie AWARE 2, která má být dokončena v září 2020.
Problematikou prožitku blízké smrti se též zabývá psychiatr českého původu, průkopník transpersonální psychologie profesor Stanislav Grof.